# Anilingus
Anilingus (iz latinščine anus: zadnjik, lingere: lizati; angleško. rimming) je oralnoanalna spolna praksa, pri kateri en partner z ustnicami ali jezikom draži analni predel drugega partnerja. Pri tem lahko pride do penetracije jezika v zadnjik. Analni predel je oživčen s številnimi živci in sodi med erogene cone.
Gre za spolno prakso, ki se ne razlikuje glede na spol vključenih partnerjev in se prakticira tako pri istospolnih kot pri raznospolnih parih.

## Zdravstvena tveganja
Pri anilingusu je bistvena higiena analnega predela. Zlasti v pornografiji, kjer se pojavlja anilingus, partnerjev zadnjik dodobra očistijo, običajno opravijo tudi klistiranje. Obstaja tudi zaščita v obliki folije, ki je prilagojena ravno za anilingus. 
Visoko zdravstveno tveganje je zlasti pri anilingusu, kjer partner z jezikom liže tudi blato.

## Razširjenost
Od devetdesetih let dvajsetega stoletja pridobiva ta spolna praksa čedalje obsežnejšo populacijo, kar so spodbudili tudi številni pornografski filmi na to temo. 